# Vészits Lajos
Vészits Lajos (1846. október 17. – Szeged, 1919. november 2.) állami felső kereskedelmi és polgári iskolai igazgató.

## Életútja
Vészits András és Galaszai Terézia fiaként született. Öt reálosztályt Pécsett és Budán, a tanítóképzőt Pécsett végezte. Főelemi és polgári iskolákra volt képesítve természettanra, természetrajzra és vegytanra. 1873-tól Szegeden tanított. Az első polgári iskola igazgatója volt, ahol, valamint a kereskedelmi tanonciskolában természettant oktatott. Tanított németet, földrajzot, számtant, mértant és gazdaságtant. Városi képviselő és iskolaszéki tag is volt, valamint évtizedeken át tagja volt a szegedi törvényhatósági bizottságnak. Halálát szívszélhűdés okozta, 1919. november 4-én délután temették. Felesége Tary Róza volt.
Tanügyi és gazdasági cikkeket és útirajzokat írt a Hazánk és Külföldbe, Tanügyi Lapokba, a helyi lapokba és az évi Értesítőkbe.

## Munkái
- A futóhomok megkötése. Szeged, 1874.
- Vegytan. Uo. 1876.
- A polgári és középkereskedelmi iskola rövid története. Uo. 1895.